# Jupp Ripfel
Jupp Ripfel (né le 2 septembre 1938 à Nesselwang en Allemagne) est un coureur cycliste suédois.

## Palmarès sur route
- 1963
  - 7ea étape du Tour d'Autriche
  - Vaux Gold Tankard Race
  - 2e du championnat de Suède sur route
- 1964
  - 2e du championnat de Suède sur route
- 1965
  -  Champion de Suède sur route
  - Skandisloppet
  - 6e étape des Sex-Dagars
- 1966
  -  Champion de Suède sur route
- 1967
  - 2e du championnat de Suède sur route
- 1968
  - 3e étape du Tour du Maroc
  - 10e étape de la Course de la Paix
  - 3e du championnat des Pays nordiques sur route
- 1969
  - Skandisloppet
  - 1re étape des Sex-Dagars
- 1970
  -  Champion de Suède sur route
  - Östgötaloppet
- 1971
  - Champion des Pays nordiques du contre-la-montre par équipes
  -  Champion de Suède sur route
  - 8e étape du Tour d'Autriche

## Palmarès sur piste

### Jeux olympiques
- Mexico 1968
  - 22e du kilomètre

### Championnats du monde amateurs
- Montevideo 1968
  -  Médaillé de bronze de la poursuite par équipes